# Championnat de Bulgarie de football 1953
Navigation
Saison précédente Saison suivante
La saison 1953 du Championnat de Bulgarie de football était la 29e édition du championnat de première division en Bulgarie. Les seize meilleurs clubs du pays sont regroupés au sein d'une poule unique où ils s'affrontent deux fois au cours de la saison, à domicile et à l'extérieur. Pour permettre le passage la saison prochaine du championnat de 16 à 14 clubs, en fin de saison, les 7 derniers au classement sont relégués et remplacés par les 5 meilleurs clubs de deuxième division.
C'est le DSO Dinamo Sofia qui remporte la compétition en terminant en tête du classement final, avec un point d'avance sur le tenant du titre, le Sofiyski garnizon Sofia (ex-CDNA Sofia). C'est le 8e titre de champion de l'histoire du club.
Peu avant le démarrage de la saison, la fédération décide d'empêcher la montée du DSO Cherveno zname Sofia, le 3e moins bon promu de Sofia et de le remplacer par l'équipe nationale de Bulgarie, afin de la préparer pour les éliminatoires de la coupe du monde 1954. La sélection abandonne finalement le championnat à mi-saison, car les clubs se sont plaints d'être pénalisés par l'absence de leurs internationaux.

## Les clubs participants
| - DSO Dinamo Sofia - DSO Udarnik Sofia - DSO Spartak Pleven - VMS Stalin - Sofiyski garnizon Sofia - DSO Cherveno zname Stanke Dimitrov - Promu de B PFG - DSO Akademik Stalin - Promu de B PFG - DSO Spartak Plovdiv - Promu de B PFG | - DSO Lokomotiv Sofia - DSO Lokomotiv Plovdiv - DSO Minyor Dimitrovo - DNV Plovdiv - DSO Spartak Sofia - VVS Sofia - Promu de B PFG - DSO Stroitel Sofia - Promu de B PFG - Équipe nationale de Bulgarie |

## Compétition

### Classement
Le barème utilisé pour établir le classement est le suivant :
- Victoire : 2 points
- Match nul : 1 point
- Défaite, abandon ou forfait : 0 point

| Rang | Équipe                               | Pts | J  | G  | N  | P  | Bp | Bc | Diff |
| ---- | ------------------------------------ | --- | -- | -- | -- | -- | -- | -- | ---- |
| 1    | DSO Dinamo Sofia                     | 43  | 28 | 19 | 5  | 4  | 48 | 22 | +26  |
| 2    | Sofiyski garnizon Sofia T            | 42  | 28 | 18 | 6  | 4  | 64 | 23 | +41  |
| 3    | VMS Stalin                           | 31  | 28 | 12 | 7  | 9  | 29 | 20 | +9   |
| 4    | DSO Lokomotiv Plovdiv                | 31  | 28 | 9  | 13 | 6  | 30 | 29 | +1   |
| 5    | DSO Udarnik Sofia                    | 30  | 28 | 9  | 12 | 7  | 42 | 33 | +9   |
| 6    | DSO Spartak Pleven                   | 30  | 28 | 9  | 12 | 7  | 29 | 29 | 0    |
| 7    | DSO Lokomotiv Sofia C                | 29  | 28 | 10 | 9  | 9  | 30 | 32 | -2   |
| 8    | DSO Minyor Dimitrovo                 | 28  | 28 | 11 | 6  | 11 | 33 | 35 | -2   |
| 9    | DSO Spartak Plovdiv P                | 27  | 28 | 9  | 9  | 10 | 29 | 29 | 0    |
| 10   | DSO Akademik Stalin P                | 25  | 28 | 9  | 7  | 12 | 26 | 43 | -17  |
| 11   | DNA Plovdiv                          | 24  | 28 | 8  | 8  | 12 | 29 | 31 | -2   |
| 12   | DSO Spartak Sofia                    | 24  | 28 | 5  | 14 | 9  | 24 | 34 | -10  |
| 13   | DSO Stroitel Sofia P                 | 22  | 28 | 5  | 12 | 11 | 22 | 29 | -7   |
| 14   | VVS Sofia P                          | 21  | 28 | 6  | 9  | 13 | 26 | 35 | -9   |
| 15   | DSO Cherveno zname Stanke Dimitrov P | 13  | 28 | 3  | 7  | 18 | 23 | 60 | -37  |
| 16   | Équipe nationale de Bulgarie Forfait | 22  | 13 | 11 | 0  | 2  | 37 | 8  | +29  |

|  | Champion de Bulgarie 1953                                                          |
|  | Relégation directe en B PFG                                                        |
|  | T Tenant du titre C Vainqueur de la Coupe de Bulgarie P Promu de deuxième division |

## Bilan de la saison
| Championnat de Bulgarie de football 1953 | |
| Champion                                 | DSO Dinamo Sofia (8e titre)                                                                                       |
| Coupes et trophées                       | |
| Vainqueur de la Coupe de Bulgarie 1953   | Lokomotiv Sofia                                                                                                   |
| Promotions et relégations                | |
| Promus en A PFL                          | DSO Spartak Stalin DSO Torpedo Pleven Zavod 12 Sofia DSO Cherveno zname Kyustendil DSO Udarnik Stara Zagora       |
| Relégués en B PFL                        | DSO Akademik Stalin DNA Plovdiv DSO Spartak Sofia DSO Stroitel Sofia VVS Sofia DSO Cherveno zname Stanke Dimitrov |